# Оук Парк (Илиноис)
Оук Парк (енгл. Oak Park) је град америчке савезне државе Илиноис. То је такође предграђе Чикага лоцирано од њега западно. По последњем попису из 2003. године Оук Парк има 50.824 становника.

## Становништво
| Група             | 2000. | 2010. |
| Белци             |       |       |
| Афроамериканци    |       |       |
| Азијати           |       |       |
| Хиспаноамериканци |       |       |
| Укупно            |       |       |